# Jan z Bridlington
Jan z Bridlington (Jan Thwing, Jan Twenge) (ur. 1319 w Thwing, zm. 10 października 1379) – angielski duchowny rzymskokatolicki, zakonnik, święty Kościoła katolickiego.

## Życiorys
Święty Jan żył w XIV w. Źródła literackie wspominają go jako Jana Thwing, Jana Twenge lub Jana z Bridlington. W 1336 roku rozpoczął studia w Oksfordzie. Dwa lat później, po ich ukończeniu wrócił do domu w Thwing. Zdecydował się wstąpić do Opactwa Świętej Marii w Bridlington. W ciągu ponad 20 lat spędzonych w tym klasztorze kanoników regularnych piastował różne stanowiska. Był m.in. kantorem i piwnicznym. Jako że był odpowiedzialny za całe opactwo sumiennie wykonywał swe obowiązki. Jego duchowe życie wyrażało się głównie poprzez modlitwę. Ok. 1360 r. został przełożonym klasztoru (godność przyjął po drugim wyborze na to stanowisko). Jan czerpał inspirację do pracy w ewangelii św. Jana i zachęcał innych do jej lektury. Uważała, że pomaga ona w rozwoju duchowym człowieka. Według tradycji potrafił czynić cuda; mianowicie zamienił wodę w wino.

## Kult
Papież Bonifacy IX kanonizował Jana z Bridlington w 1401 roku, jako ostatniego kanonizowanego w średniowieczu. Niestety bulla kanonizacyjna zaginęła. W ikonografii przedstawiany jest z książką i pastorałem. Święty Jan jest patronem kobiet mających kłopoty z porodem.
Jego wspomnienie obchodzone jest 10 października.